# Winnipeg St Andrews Airport
Winnipeg St Andrews Airport (engelska: Winnipeg/St. Andrews Airport, St. Andrews Airport) är en flygplats i Kanada.   Den ligger i provinsen Manitoba, i den sydöstra delen av landet, 1 700 km väster om huvudstaden Ottawa. Winnipeg St Andrews Airport ligger 228 meter över havet.
Terrängen runt Winnipeg St Andrews Airport är mycket platt. Runt Winnipeg St Andrews Airport är det glesbefolkat, med 12 invånare per kvadratkilometer.. Närmaste större samhälle är Selkirk, 14,3 km nordost om Winnipeg St Andrews Airport. 
Omgivningarna runt Winnipeg St Andrews Airport är en mosaik av jordbruksmark och naturlig växtlighet.